# Vnitřní Rakousy

Vnitřní Rakousy na mapě z konce 18. století

Vnitřní Rakousy (též Vnitřní Rakousko, německy Innerösterreich) je označení historického území, které zahrnovalo oblasti ležící na jihu dnešního Rakouska, ve Slovinsku a částečně také v Itálii a v Chorvatsku. Jednalo se o historické země Štýrsko, Korutany, Kraňsko a Přímoří, ovládané štýrskou větví rakouských Habsburků. Hlavním městem byl Štýrský Hradec (Graz).

## Historie
Území dnešního Rakouska nebylo ve středověku a na počátku novověku jednotným státním útvarem, ale skládalo se ze samostatných knížectví a hrabství v rámci Svaté říše římské. Habsburkové tato území postupně ovládli v letech 1276 až 1500. Vzhledem k tomu, že v těchto zemích dosud neplatilo právo primogenitury (nástupnictví nejstaršího syna), docházelo k rozdělení vlády mezi různé členy habsburského rodu.
Císař Ferdinand I. rozdělil rakouské dědictví mezi své 3 syny. Po jeho smrti v roce 1564 připadla vláda ve Vnitřních Rakousích nejmladšímu z nich, Karlovi (vládl do roku 1590). Arcivévoda Karel II. budoval Vnitřní Rakousy jako samostatné knížectví v rámci Svaté říše římské. Jednotlivé země si však zachovávaly vlastní zemské sněmy.
Karel během své vlády zavedl řadu vnitřních reforem. Musel se však také potýkat s nebezpečím turecké expanze, neboť jeho území bezprostředně sousedila s Osmanskou říší. Ačkoliv garance obrany Říše byla především povinností císaře, tedy Karlova nejstaršího bratra Maxmiliána II., nemohl Karel na bratrovu pomoc příliš spoléhat a budoval aktivní obrannou linii v Chorvatsku na vlastní náklady sám.
Sídelním městem arcivévody byl Štýrský Hradec, který se v té době stal nejvýznamnějším centrem na území Rakouska, zvlášť poté, co se v roce 1583 přestěhoval dvůr císaře Rudolfa II. z Vídně do Prahy.
Přes určité snahy o rekatolizaci se období vlády Karla II. vyznačuje poměrně velkou náboženskou tolerancí. Velké úsilí v boji s nekatolíky, završené úspěchem, vyvinul mezi po roce 1590 jeho syn Ferdinand Štýrský. Kolem roku 1600 se již většina území Vnitřních Rakous formálně hlásila ke katolické víře.
V roce 1619 zemřel císař Matyáš, který nezanechal žádné potomky. Jeho nástupcem se stal jeho o mnoho mladší bratranec Ferdinand Štýrský (vládl jako císař Ferdinand II. do své smrti v 1637), který tímto získal pod svoji přímou vládu také Horní a Dolní Rakousy, země Koruny české a Uhry. K úplnému sjednocení Rakouska pod jednoho panovníka došlo až v roce 1665 vymřením tyrolské větve Habsburků.